# Шидлув (Опольське воєводство)
Шидлув (пол. Szydłów, нім. Schiedlow) — село в Польщі, у гміні Туловиці Опольського повіту Опольського воєводства.
Населення — 440 осіб (2011).

## Демографія
Демографічна структура станом на 31 березня 2011 року:
|          | Загалом | Допрацездатний вік | Працездатний вік | Постпрацездатний вік |
| -------- | ------- | ------------------ | ---------------- | -------------------- |
| Чоловіки | 212     | 36                 | 147              | 29                   |
| Жінки    | 228     | 33                 | 139              | 56                   |
| Разом    | 440     | 69                 | 286              | 85                   |